# Harpens Kraft
 For alternative betydninger, se Kraft (flertydig).
Harpens Kraft er en folkevise eller middelalderballade, der handler om hr. Wellemand og hans brud, der frygter for sin rejse over broen Blidebro. "Harpens Kraft" kategoriseres som en tryllevise, idet den indeholder overnaturlige elementer. Den har nummeret DgF 40 i Svend Grundtvigs udgivelse Danmarks Gamle Folkeviser (1853).

## Tekstgrundlag
"Harpens Kraft" er overleveret i flere versioner, og kan derfor se forskellig ud alt efter hvilken version man læser. I Danmarks Gamle Folkeviser er angivet 6 tekster under nummer 40, "Harpens Kraft". Teksternes handlingselementer er grundlæggende ens, selvom de på nogle punkter afviger fra hinanden. Forskellene kan skyldes, at visen er blevet overleveret mundtligt og derfor har udviklet sig i flere retninger. I denne sammenhæng tages udgangspunkt i Danmarks Gamle Folkevisers A-tekst, som er gengivet efter Karen Brahes Folio håndskrift, nummer 78.
Visen minder om myten om Orfeus og Eurydike, og den har vandret. I Norge, hvor den kendes i omkring 100 varianter, hedder den "Villemann og Magnhild". Her er det nøkken, der prøver at bortføre bruden. Grundtvig satte et nyt vers til visen:
Og saa slog han Harpen tilbunds i sin Harm,
at ud blæste Kraften af Troldens Arm.
Dette vers kom med i Ole Vigs Sange og Rim for det norske Folk fra 1854, og derfra fandt det vejen ind i norsk tradition.
I den russiske version af visen optræder den fattige harpespiller Sadko, som fortryller havkongen med sit harpespil.

## Forfatter og datering
Der er ingen kendt forfatter bag "Harpens Kraft", ligesom der heller ikke kendes en sikker datering for visen. Dog er en udbredt hypotese, at folkeviser blev nedskrevet første gang omkring år 1450, selvom genren menes at have eksisteret i Danmark siden 1200-tallet. Derfor antages det også, at viserne er blevet overleveret mundtligt længe inden de blev nedskrevet, og at de versioner, vi har i dag, er resultatet af mange generationers mundtlige bearbejdelse af viserne.

## Handling
Hovedpersonerne i "Harpens Kraft" er Hr. Wellemand og hans brud. Handlingen kan opdeles i tre hovedelementer: Konfliktetablering, konflikt og løsning.

### Konfliktetablering
Hr. Wellemand og hans kommende brud sidder og spiller brætspil, og hr. Wellemand bemærker, at hun ser trist ud. Han spørger, om hun er trist, fordi de skal giftes, eller fordi han ikke er en værdig ægtemand for hende. Jomfruen fortæller, at hun ikke er ked af hverken ham eller ægteskabet, men frygter for rejsen over Blidebro, som hun skal foretage inden brylluppet. På denne bro er begge hendes søstre nemlig faldet i vandet, inden de nåede at blive gift. Hr. Wellemand forsikrer hende om, at han og hans mænd vil passe på hende.

### Konflikt
Da brylluppet skal stå, og jomfruen krydse Blidebro, glider hendes hest midt på broen, og hun falder i vandet. Trods redningsforsøg fra hr. Wellemands 112 mænd, lykkes det ikke at redde hende op på land, og hun råber til ham om hjælp.

### Løsning
Hr. Wellemand beder en dreng hente en guldharpe, som han straks efter begynder at spille på. Harpespillet har stor effekt, og tvinger jomfruen ud af armene på den trold, som holder hende fanget. Trolden har både hr. Wellemands brud men også hendes to søstre, der tidligere faldt ned fra Blidebro. Hr. Wellemand trækker sit sværd og slår trolden ihjel, og redder jomfruen op på land. De følges herefter over broen og kan gifte sig.

## Form
"Harpens Kraft" udgøres af en række strofer, hvori handlingen udfoldes. Hertil kommer to omkvæd, der gentages i hver strofe: ”Saa grønn er alle dy løff” og ”Med runer saa skulde mand gylli”. Omkvædet er en sammenfatning af et centralt handlingselement eller en stemning fra visens slutning, og løber som en rød tråd gennem fortællingen.
"Harpens Kraft" rummer flere eksempler på formelsprog, et træk som er kendetegnende for folkevisegenren. Denne type beskrivelser går igen i adskillige folkeviser, og kan ses som en slags fastlagte moduler, som folkevisen opbygges omkring. Det ses for eksempel i beskrivelsen af hr. Wellemands hest, "Ganger grå" og når den kvindelige hovedperson beskrives som "hans væne Brud". Også beskrivelsen af hestens fald, "Hendes Ganger blev skred med femten Søm", er en fast formel, der henviser til, at hestens sko, der normalt er fæstnet med i alt 16 søm, er i stykker, og at hesten derfor falder.
"Harpens Kraft" har, som andre folkeviser, enderim. Denne form er opstået efter påvirkning fra kontinentet, og erstatter den tidligere nordiske tradition for bogstavrim) i teksttyper som f.eks. eddadigtene. Folkeviserne følger metriske principper, der baseres på de trykstærke stavelser. Der kan være et varierende antal ubetonede stavelser, men antallet af trykstærke stavelser vil altid være fastlagt.
Følgende eksempel viser, at verslinjernes længde kan variere, selvom de følger et metrisk princip:
Her Wellemand hand sytt suerd vddrog (Hr. Wellemand han sit sværd uddrog)
Gud hialp hanom, thett hand throldenn y støcker hogg (Gud hjalp hannem, det han Trolden i Stykker hug)

## Centrale konflikter
For trylleviserne er det karakteristisk, at en indre konflikt symboliseres i et konkret handlingselement, som hovedpersonerne møder. Trylleviserne beskriver ofte konflikten i mødet mellem menneske og overnaturlige kræfter, som også netop er temaet i "Harpens Kraft". Her handler det om, at Hr. Wellemand skal bekæmpe trolden, der holder jomfruen og hendes søstre fanget. Det overnaturlige element er personificeret i trolden, der kan tolkes som et symbol på større kræfter - f.eks. skæbnen. Mødet med det overnaturlige element forekommer i en overgangssituation, hvor bruden skal flytte fra sit barndomshjem til et nyt hjem og ægteskab. Overgangen er dermed både konkret og symbolsk, idet den faktiske begivenhed også rummer en følelsesmæssig overgang fra barn til voksen.

## Behandlinger
I Villy Sørensens Digtere og Dæmoner fra 1959 analyserer Sørensen forlovelsessituationen i "Harpens Kraft" (s. 164-65).
I opslagsværket Symbolleksikon (2009) optræder "Harpens kraft" under opslaget "Bro" (s. 53) som et eksempel på en farefuld overgangssituation, i dette tilfælde forlovelsessituationen.
Den danske black metal-sanger Myrkur har lavet en indspilning af sangen på albummet Folkesange (2020).